# Vasastaden, Västerås
Vasastaden är en  stadsdel i det administrativa bostadsområdet Djäkneberget-Stallhagen i Västerås. Området är ett bostadsområde som ligger söder om Stora Gatan (Oxbacken) och Västra Ringvägen.
I Vasastaden ligger äldre bebyggelse, Fryxellska skolan, parken Sundemans backe, och skyddsrummen i Mariaberget.
Området avgränsas av Stora Gatan, Västra Ringvägen, Hållgatan, Gustavsgatan, Floragatan, Svantegatan, Västmannagatan, längs södra änden av Sundemans backe till Valhallagatan och tillbaka till Köpingsvägen/Stora Gatan. I Sundemans backe står skulpturen Sommarsöndag.
Området gränsar i norr med Stora Gatan till Västermalm, i öster till Centrum, i söder till Stallhagen och i väster till Almelund (Oxbackens centrum).